# Jérémie Benoît
Pour les articles homonymes, voir Benoît.
Jérémie Benoît est un historien de l'art français.
Il a été conservateur du patrimoine au musée national de La Malmaison des années 1980 à 2001, puis conservateur en chef au musée national du château de Versailles chargé du domaine de Trianon jusqu'en 2018.

## Biographie

### Formation
Il est diplômé de l'École du Louvre.[réf. nécessaire]

### Carrière
Il est conservateur en chef des châteaux de Trianon au sein du domaine de Versailles. De 2001 à 2018, il procède à la restauration intérieure des deux Trianon et de la ferme de la reine. On lui doit la remise en place des décors des appartements de Louis-Philippe dans l'aile sud du Grand Trianon et la sortie de son mobilier des réserves.

### Thèses
Il est spécialiste de l'art de la Révolution et de l'Empire, particulièrement du peintre Philippe-Auguste Hennequin ainsi que de l'art populaire indo-européen dont le chamanisme.
Stéphane François le compte au nombre des « néo-duméziliens », qui « trouvent la tripartition partout ». « Proche de la Nouvelle Droite », il collabore à Antaïos de Christopher Gérard, et à Études indo-européennes, l'organe de l'Institut d'études indo-européennes. Toujours selon François, il adhère au néo-paganisme.

## Ouvrages
- Philippe-Auguste Hennequin, 1762-1833, Arthena, 1994  (ISBN 2903239177)
- Les Origines mythologiques des contes de Grimm : des mystères du nord aux forêts de l'enfance, Porte-glaive, 1997  (ISBN 2906468355)
- Le Paganisme indo-européen : pérennité et métamorphose, Antalos, 2001  (ISBN 2825115649)
- Le Chamanisme : origine et expansion de la culture indo-européenne, Berg International, 2007  (ISBN 291719104X)
- Le Chamanisme en Eurasie, Sibérie, Chine, Europe, Berg International, 2011  (ISBN 9782917191347)
- Le Bouquin de Noël, Paris, Robert Laffont, 2016  (ISBN 978-2-221-19588-8)
- Les Indo-Européens et l'Histoire, La Forêt, 2017

### Catalogues
- Versailles, guide Gallimard  (ISBN 2742414894)[Quand ?]
- Le Château de Bois-Préau, avec Bernard Chevallier, Réunion des musées nationaux, 1995  (ISBN 271180688X)
- L'Anti-Napoléon : exposition, Musée national des châteaux de Malmaison et Bois-Préau, 30 mai-30 septembre 1996, Réunion des musées nationaux, 1996  (ISBN 2950973817)
- L'Impératrice Joséphine et les sciences naturelles : Musée national des châteaux de Malmaison et Bois-Préau, 29 mai-6 octobre 1997, avec Marie-Blanche d'Arneville et Christian Jouanin, Réunion des musées nationaux  (ISBN 2711835219)[Quand ?]
- Marengo : une victoire politique, avec Bernard Chevallier, Réunion des musées nationaux, 2000  (ISBN 2711840107)
- Napoléon et Versailles, Réunion des musées nationaux, 2005  (ISBN 271184885X)
- Le Grand Trianon : un palais privé à l'ombre de Versailles, de Louis XIV à Napoléon et de Louis-Philippe au général de Gaulle, monographie avec Jean-Jacques Aillagon et Valéry Giscard d'Estaing, Gui Eds Du, 2009  (ISBN 9782951741782)
- Les Dames de Trianon, Berg International, 2012  (ISBN 978-2-917191-53-8)